# Futebol de 5 nos Jogos Parapan-Americanos de 2019
As competições de Futebol de 5 nos Jogos Parapan-Americanos de 2019 foram realizadas em Lima, entre 24 e 30 de agosto. As provas aconteceram no Complexo Esportivo  Villa María del Triunfo.
O evento contoucom a participação de 60 atletas de 6 países participantes. 

## Medalhistas
Os jogadores medalhistas da edição foram:
|  | BRA Brasil |  | ARG Argentina |  | MEX México |
|  | Luan de Lacerda Maicon Junior dos Santos Mendes Cassio Lopes dos Reis Jardiel Vieira Soares Jeferson da Conceição Raimundo Nonato Alves Tiago da Silva Ricardo Steinmetz Alves Gledson da Paixão Barros Matheus da Costa Coelho Bum |  | Dario Lencina Angel Deldo Federico Accardi Froilan Padilla Silvio Velo Marcelo Panizza Nahuel Heredia Nicolas Veliz German Müleck Maximiliano Espinillo |  | Javier Amozurrutia Jonathan López Hernandéz Jose Eduardo Cerezo Francisco Monreal Moises Cerezo Gerardo Sotelo Omar Otero Muñoz Edgar Carrillo Felipe Arana Magaña Rubicel de la Cruz |

## Formato
As seis equipes se enfrentaram na fase de grupo, totalizando 5 jogos para cada time. Formou-se a classificação de acordo com o desempenho de cada uma das equipes. As duas equipes com melhores colocações disputaram a medalha de ouro. As equipes classificadas em terceiro e quarto lugares disputaram a medalha de bronze . 

## Fase de grupo
|  | Equipes classificadas à final                        |
|  | Equipes classificadas à disputa da medalha de bronze |

Todas as partidas seguem o fuso horário local (UTC-5).
| Pos | Time       | Pts | J | V | E | D | GP | GC | SG  |
| --- | ---------- | --- | - | - | - | - | -- | -- | --- |
| 1   | Argentina  | 13  | 5 | 4 | 1 | 0 | 7  | 0  | +7  |
| 2   | Brasil     | 11  | 5 | 3 | 2 | 0 | 14 | 0  | +14 |
| 3   | Colômbia   | 8   | 5 | 2 | 2 | 1 | 5  | 3  | +2  |
| 4   | México     | 7   | 5 | 2 | 1 | 2 | 2  | 6  | -4  |
| 5   | Peru       | 3   | 5 | 1 | 0 | 4 | 3  | 7  | -4  |
| 6   | Costa Rica | 0   | 5 | 0 | 0 | 5 | 0  | 11 | -11 |

| 24 de Agosto de 2019 15:00 | Argentina                                    | 2–0       | Costa Rica | Complexo Esportivo Villa María del Triunfo Árbitro:BRA Germi Ribeiro Guimarães |
|                            | Nicolas Veliz 6' · Maximiliano Espinillo 18' | Relatório |            |                                                                                |

| 24 de Agosto de 2019 17:30 | Colômbia | 0–0       | Brasil | Complexo Esportivo Villa María del Triunfo Árbitro:ARG Germinal Dante Lubrano |
|                            |          | Relatório |        |                                                                               |

| 24 de Agosto de 2019 20:00 | México                | 1–0       | Peru | Complexo Esportivo Villa María del Triunfo Árbitro:BRA Lúcio Pinheiro Morgado |
|                            | Rubicel Torrer 40+19' | Relatório |      |                                                                               |

| 25 de Agosto de 2019 15:00 | Argentina | 0–0       | Brasil | Complexo Esportivo Villa María del Triunfo Árbitro:MEX Rafael González González |
|                            |           | Relatório |        |                                                                                 |

| 25 de Agosto de 2019 17:30 | Colômbia | 0–0       | México | Complexo Esportivo Villa María del Triunfo Árbitro:BRA Lúcio Pinheiro Morgado |
|                            |          | Relatório |        |                                                                               |

| 25 de Agosto de 2019 20:00 | Costa Rica | 0–1       | Peru                 | Complexo Esportivo Villa María del Triunfo Árbitro:ARG Germinal Dante Lubrano |
|                            |            | Relatório | Brayan Jhonathan 36' |                                                                               |

| 26 de Agosto de 2019 15:00 | Brasil                                              | 5–0       | México | Complexo Esportivo Villa María del Triunfo Árbitro:ARG Germinal Dante Lubrano |
|                            | Ricardo Steinmetz 6', 40+19' · Gledson Barros 20+7' | Relatório |        |                                                                               |

| 26 de Agosto de 2019 17:30 | Argentina                                          | 3–0       | Peru | Complexo Esportivo Villa María del Triunfo Árbitro:BRA Lúcio Pinheiro Morgado |
|                            | Nicolas Veliz 20+7' · Maximiliano Espinillo 5', 8' | Relatório |      |                                                                               |

| 26 de Agosto de 2019 20:00 | Costa Rica | 0–2       | Colômbia                                            | Complexo Esportivo Villa María del Triunfo Árbitro:BRA Germi Ribeiro Guimarães |
|                            |            | Relatório | Juan Pablo Santacruz 40+2' · Juan David Quintero 0' |                                                                                |

| 28 de Agosto de 2019 15:00 | Argentina                 | 1–0 | México | Complexo Esportivo Villa María del Triunfo Árbitro:BRA Lúcio Pinheiro Morgado |
|                            | Maximiliano Espinillo 29' |     |        |                                                                               |

| 28 de Agosto de 2019 17:30 | Brasil                                                      | 4–0       | Costa Rica | Complexo Esportivo Villa María del Triunfo Árbitro:MEX Rafael Gonzalez Gonzalez |
|                            | Raimundo Nonato Mendes 21', 39', 40+1' · Gledson Barros 29' | Relatório |            |                                                                                 |

| 28 de Agosto de 2019 20:00 | Peru                                   | 2-3       | Colômbia                          | Complexo Esportivo Villa María del Triunfo Árbitro:ARG Matias Ezequiel Oviedo |
|                            | Brayan Climaco 37' · Richard Tapia 29' | Relatório | Jhon Eider González 25', 31', 35' |                                                                               |

| 29 de Agosto de 2019 15:00 | México                 | 1–0       | Costa Rica | Complexo Esportivo Villa María del Triunfo Árbitro:COL Hector Enrique Erira Moreno |
|                            | José Cezero Rivera 38' | Relatório |            |                                                                                    |

| 29 de Agosto de 2019 17:30 | Peru | 0–5       | Brasil                                                                                 | Complexo Esportivo Villa María del Triunfo Árbitro:ARG Germinal Dante Lubrano |
|                            |      | Relatório | Ricardo Steinmetz 5', 26' · Jefinho 1' · Jardiel Soares 37' · Maicon Junior Mendes 40' |                                                                               |

| 29 de Agosto de 2019 20:00 | Argentina                 | 1–0       | Colômbia | Complexo Esportivo Villa María del Triunfo Árbitro:BRA Lúcio Pinheiro Morgado |
|                            | Maximiliano Espinillo 32' | Relatório |          |                                                                               |

## Disputa pelo bronze
| 30 de Agosto de 2019 14:30 | Colômbia | 0–1       | México               | Complexo Esportivo Villa María del Triunfo Árbitro:MEX Rafael Gonzalez Gonzalez |
|                            |          | Relatório | Francisco Moreal 28' |                                                                                 |

## Final
| 30 de Agosto de 2019 17:30 | Argentina | 0–2       | Brasil                                       | Complexo Esportivo Villa María del Triunfo Árbitro:BRA Lúcio Pinheiro Morgado |
|                            |           | Realtório | 7' (pen) Jefinho · 36' Cássio Lopes dos Reis |                                                                               |

## Classificação Final
| Pos.              | Equipe     | Campanha | Campanha | Campanha |
| Pos.              | Equipe     | V        | E        | D        |
| ----------------- | ---------- | -------- | -------- | -------- |
| Medalha de ouro   | Brasil     | 4        | 2        | 0        |
| Medalha de prata  | Argentina  | 4        | 1        | 1        |
| Medalha de bronze | México     | 3        | 1        | 2        |
| 4                 | Colômbia   | 2        | 2        | 2        |
| 5                 | Peru       | 1        | 0        | 4        |
| 6                 | Costa Rica | 0        | 0        | 5        |